# Grieben (Tangerhütte)
Grieben ist eine Ortschaft und ein Ortsteil der Stadt Tangerhütte im Süden des Landkreises Stendal in Sachsen-Anhalt.

## Geographie

### Lage
Grieben, ein Straßendorf mit Kirche, liegt 10 Kilometer östlich von Tangerhütte und 12 Kilometer südlich der Stadt Tangermünde nahe dem linken Elbufer am Elberadweg. Die Elbe bildet die Grenze zum Landkreis Jerichower Land. Östlich des Dorfes beginnt das Biosphärenreservat Mittelelbe.
Nachbarorte sind Jerchel im Nordwesten, Schelldorf im Norden und Bittkau im Süden.

### Ortsteilgliederung
Zur Ortschaft Grieben gehört nur der Ortsteil Grieben, zu dem neben dem Dorf Grieben die Wohnplätze Hegebusch und Ziegelei gehören.

## Geschichte

### Mittelalter bis Neuzeit
Die erste Erwähnung des Ortes stammt aus dem Jahre 1314 als In Griben, als Markgraf Woldemar dem Domstift in Stendal Getreideeinnahmen aus Dörfern vereignet, darunter einen Wispel Hartkorn aus Grieben. 1318 heißt das Dorf villa Gryben. Im Landbuch der Mark Brandenburg von 1375 wird das Dorf als Griben aufgeführt. Ab dem 14. Jahrhundert gehörte Grieben als Rittergut zum Besitz der Familie von Itzenplitz, deren altes Schloss nach den Zerstörungen im Freiheitskrieg Anfang des 19. Jahrhunderts neu aufgebaut wurde. Seit dem 28. Mai 1887 soll es der Familie Klewitz gehört haben. Das Schloss bildete zusammen mit dem Gutshaus und dem Beamtenhaus ein Ensemble, zu dem auch ein Park, der nach Sanssouci-Vorbild angelegt wurde, gehörte. Die Anlage ist durch eine Modernisierung heute völlig entstellt. 1954 öffnete in Grieben das erste Landambulatorium in der DDR. Im Rahmen der Dorferneuerung wurden in den letzten Jahren Straßen, Wege und die Straßenbeleuchtung erneuert.

### Rittergut
Die Ortshistorie ist untrennbar mit der Geschichte des Rittergutes und damit mit der Familie von Itzenplitz verbunden. Das dem märkischen Uradel entstammende Adelsgeschlecht, ersterwähnt 1237, stellte bis zur Bodenreform die Gutsherren der Region, für Grieben und Scheeren, und für Jerchel. Bereich im 14. Jahrhundert benennen schriftliche Quellen die Grafen von Itzenplitz als Grundherren vor Ort. Hans Christoph Friedrich von Itzenplitz (1739–1784) nennt später auch diese aufgeführten Dörfer sein Eigen und ist zugleich Deichhauptmann der Altmark. Sein Enkel Erich von Itzenplitz (1845–1922) kann noch weiteren Ehrenämter hinzufügen. Er ist Major a. D., königlich preußischer Kammerherr, Zeremonienmeister, Schloßhauptmann von Rheinsberg (Mark) und Rechtsritter des Johanniterordens. Letzte Gutsbesitzer auf Grieben mit 1744 ha sind Joachim von Itzenplitz und sein späterer Erbe, Wilfried. Joachim von Itzenplitz ist wie die Vorfahren Deichhauptmann und zeitweise bis zum Austritt 1939 Johanniter, Rittmeister a. D. und Ritterschaftsrat der Region gewesen.

### Grafschaft Grieben

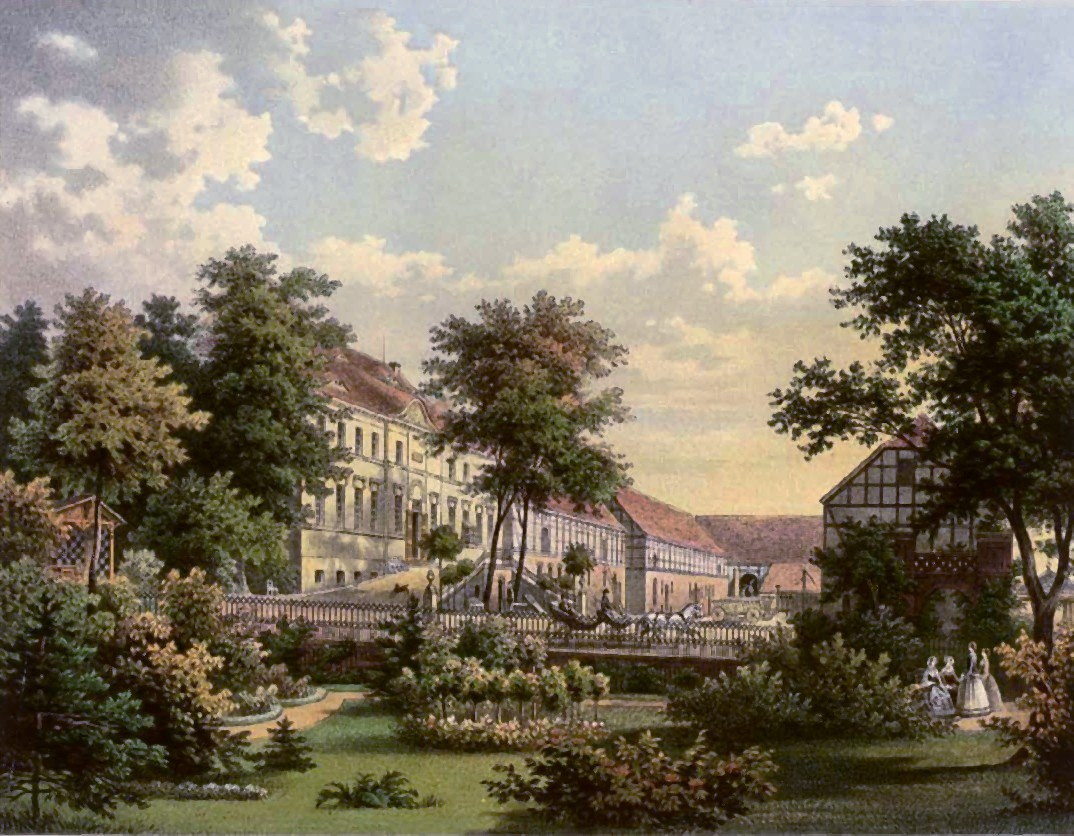
Schloss Grieben um 1863/64, Sammlung Alexander Duncker

Im Mittelalter war die Grafschaft Grieben, die sich zwischen Tangermünde und der Ohre erstreckte, nach diesem Ort benannt. Mitte des 12. Jahrhunderts kam die Grafschaft durch den Tod des Grafen Otto I. von Hillersleben über dessen Tochter Berta an Graf Otto, ihren Sohn aus ihrer zweiten Ehe. Aus der Erbschaft dieses Grafen Otto, der seinen Stammsitz in Grieben nahm, gingen einige Güter an der Ohre an den Grafen von Regenstein, den Ottos Tochter Luckarda geheiratet hatte, und wurden später an die umliegenden Klöster verkauft. Der größte Teil der Grafschaft Grieben ging aber an den Grafen Gebhard von Arnstein, den Ottos Witwe in zweiter Ehe geheiratet hatte. Dieser Graf verkaufte die Grafschaft Grieben an Markgraf Albrecht II.

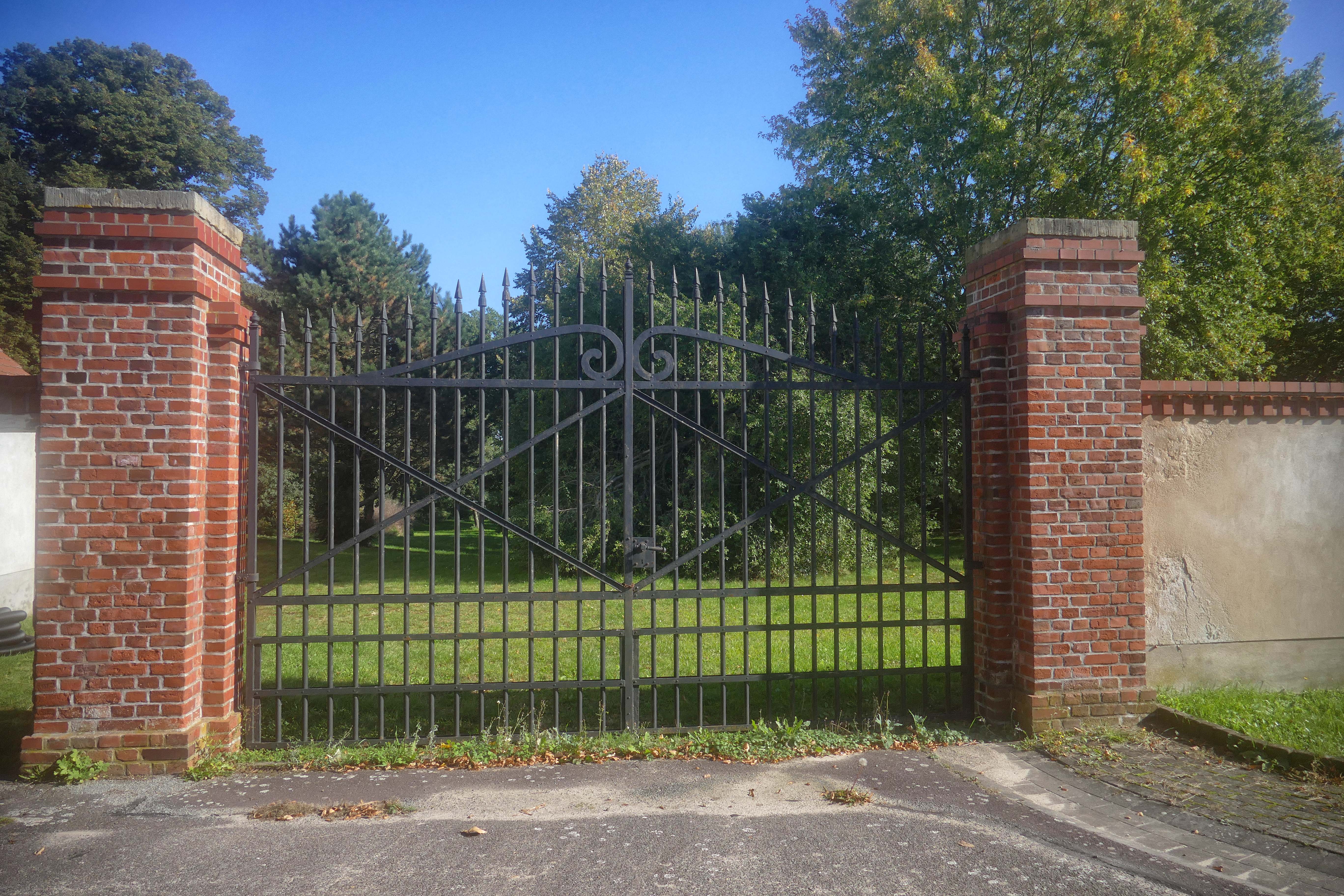
Tor zum ehemaligen Gutspark

### Herkunft des Ortsnamens
Heinrich Sültmann meint, der Name 1314 und 1375 griben, kommt vom slawischen „chrib“ für „Höhenrücken“, auch „Abhang“. Das Dorf liegt da, wo sich der Forst zum Elbtal senkt. Aleksander Brückner gibt als weitere Deutungen an: vom altslawischen „grebenҌ“ für „Kamm“ oder von „gřyb“ für „Pilz“ oder „Schwamm“.

### Archäologie

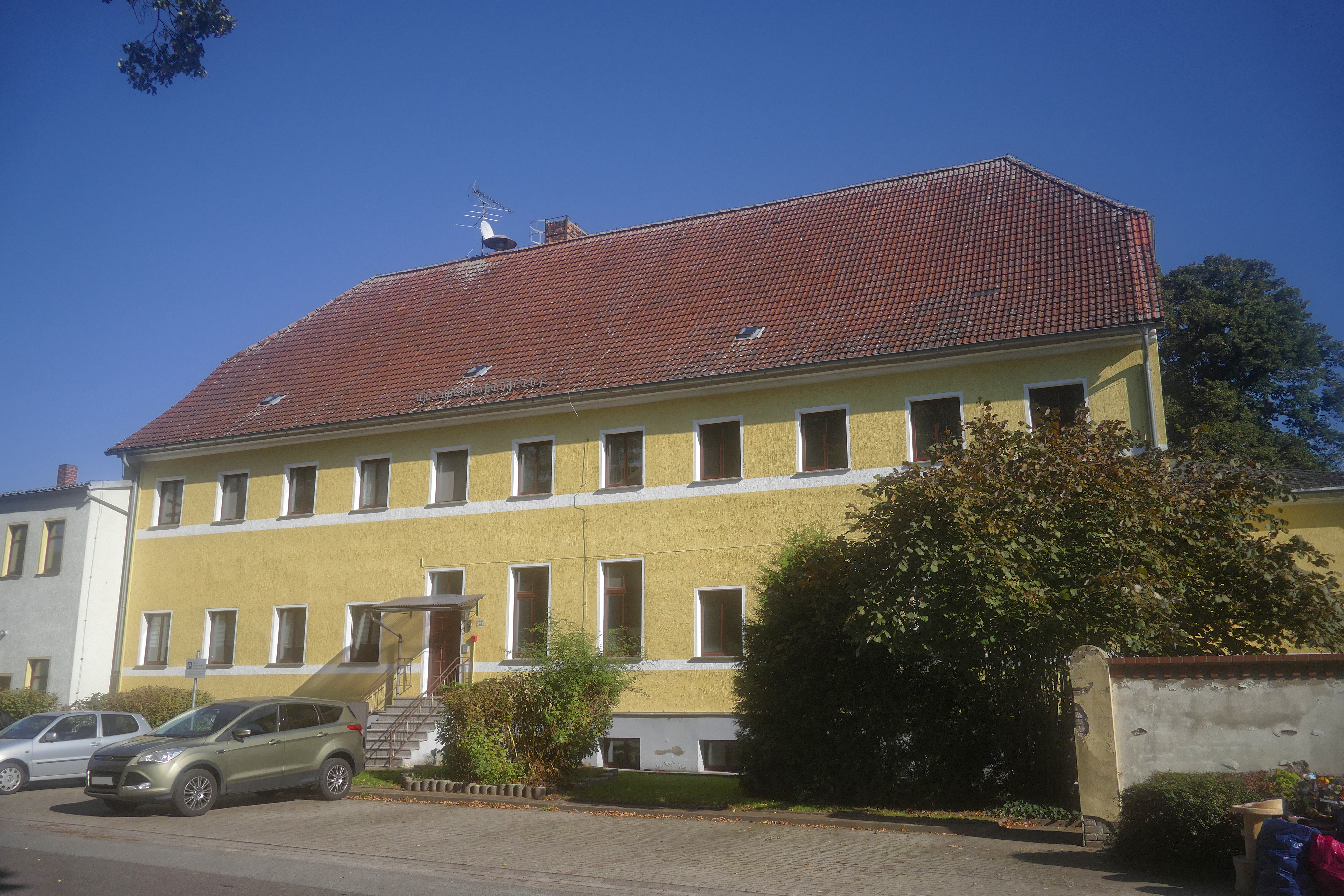
Gutshaus 2021

#### Burg Grieben
Im Jahre 987 soll in Grieben schon eine Burg gegen die Wenden erbaut worden sein, so meinte Friedrich Hoßfeld im Jahre 1933.
Wie Paul Grimm 1958 ermittelte lag eine Burg auf der Anhöhe am Westrand des Griebenschen Sees an der Nordostseite der Dorflage. Befestigungsreste waren nicht mehr zu erkennen und der
Graben war nur noch undeutlich zu beobachten. Die obertägig sichtbare Struktur der Burganlage wurde dann bereits 1. Mai 1959 als Bodendenkmal unter Schutz gestellt.
Der Archäologe Johannes Schneider fasste 1988 den Wissensstand so zusammen: Innerhalb des jetzigen Dorfes Grieben bestand ein mittelslawischer Burgwall, eine Vorburg und eine Siedlung an der alten Elbe. Diese Siedelstelle verschob sind unter den mittelalterlichen Grafen von Grieben landeinwärts auf die Höhe. Die Lage des älteren Dorfes ist jetzt noch hochwasserfrei, so dass eine gestiegener Wasserstand als Ursache für die Verlegung ausfällt.

#### Gräberfelder
1925 wurden zwischen den Dörfern Grieben und Bittkau auf der Gemarkung Grieben beim Pflügen eines Spargelfeldes die Reste eines Gräberfeldes aus dem 3.–4. Jahrhundert entdeckt. Später wurde über Funde in Grieben-Nord berichtet. 500 Meter westlich des Elbtals, reichen die Funde bis in die mittelslawische Phase. Die Grabungen legten Urnengräber frei. Gefunden wurden weitmundige Schalen und andere keramische Gefäße. Sie werden im Landesamt für Denkmalpflege und Archäologie Sachsen-Anhalt in Halle (Saale) aufbewahrt.

### Hortfund
Im Zeitraum von August 1941 bis Oktober 1942 förderte ein Kiesbagger aus einem Totarm der Elbe einen provinzialrömischen Hortfund zutage, der aus 13 Buntmetallgefäßen bestand, einem Bronzegeschirr. Sie lagen unter einer 6 bis 7 Meter mächtigen Schwemmkiesschicht auf den Grund einer früher bewaldeten Elbaue.

### Eingemeindungen
Grieben gehörte bis 1807 zum Tangermündeschen Kreis, dann bis 1813 zum Kanton Grieben. Danach kam die Gemeinde zum Kreis Stendal, dem späteren Landkreis Stendal. Am 30. September 1928 wurde der Gutsbezirk Grieben mit der Landgemeinde Grieben vereinigt.
Am 25. Juli 1952 kam die Gemeinde Grieben zum Kreis Tangerhütte. Nach dessen Auflösung gehörte sie ab 1. Januar 1988 zum Kreis Stendal und schließlich ab 1. Juli 1994 wieder zum Landkreis Stendal.
In einem Gebietsänderungsvertrag zwischen der Stadt Tangerhütte und allen Mitgliedsgemeinden der Verwaltungsgemeinschaft Tangerhütte-Land wurde deren Eingemeindung nach Tangerhütte geregelt. Dem Vertrag stimmte der Gemeinderat Grieben am 17. Mai 2010 zu. Er wurde vom Landkreis als unterer Kommunalaufsichtsbehörde genehmigt und die Eingemeindung trat am 31. Mai 2010 in Kraft.

### Einwohnerentwicklung

#### Dorf und Gut
| Jahr         | 1734 | 1772 | 1790 | 1798 | 1801 | 1818 | 1840 | 1864 | 1871 | 1885 | 1892 | 1895 | 1900 | 1905 |
| Dorf Grieben | 174  | 87   | 237  | 218  | 214  | 477  | 690  | 850  | 705  | 500  | 826  | 622  | 949  | 623  |
| Gut Grieben  |      |      |      | 124  |      |      |      |      | 079  | 270  |      | 303  |      | 294  |

#### Gemeinde
| Jahr | Einwohner |
| ---- | --------- |
| 1910 | [00]0883  |
| 1925 | 1028      |
| 1939 | 1018      |
| 1946 | 1356      |
| 1964 | 1029      |
| 1971 | 0976      |
| 1981 | 0880      |
| 1985 | [00]0946  |
| 1990 | [00]0915  |

| Jahr | Einwohner |
| ---- | --------- |
| 1993 | 924       |
| 1995 | [00]858   |
| 2000 | [00]865   |
| 2002 | [00]831   |
| 2004 | [00]789   |
| 2006 | [00]784   |
| 2008 | [00]759   |
| 2009 | [00]747   |

Quelle, wenn nicht angegeben, bis 1993:

#### Ortsteil
| Jahr | Einwohner |
| ---- | --------- |
| 2013 | [00]725   |
| 2014 | [00]698   |
| 2018 | [00]683   |
| 2019 | [00]697   |
| 2020 | [00]720   |
| 2021 | [00]742   |
| 2022 | [0]744    |
| 2023 | [0]752    |

## Religion

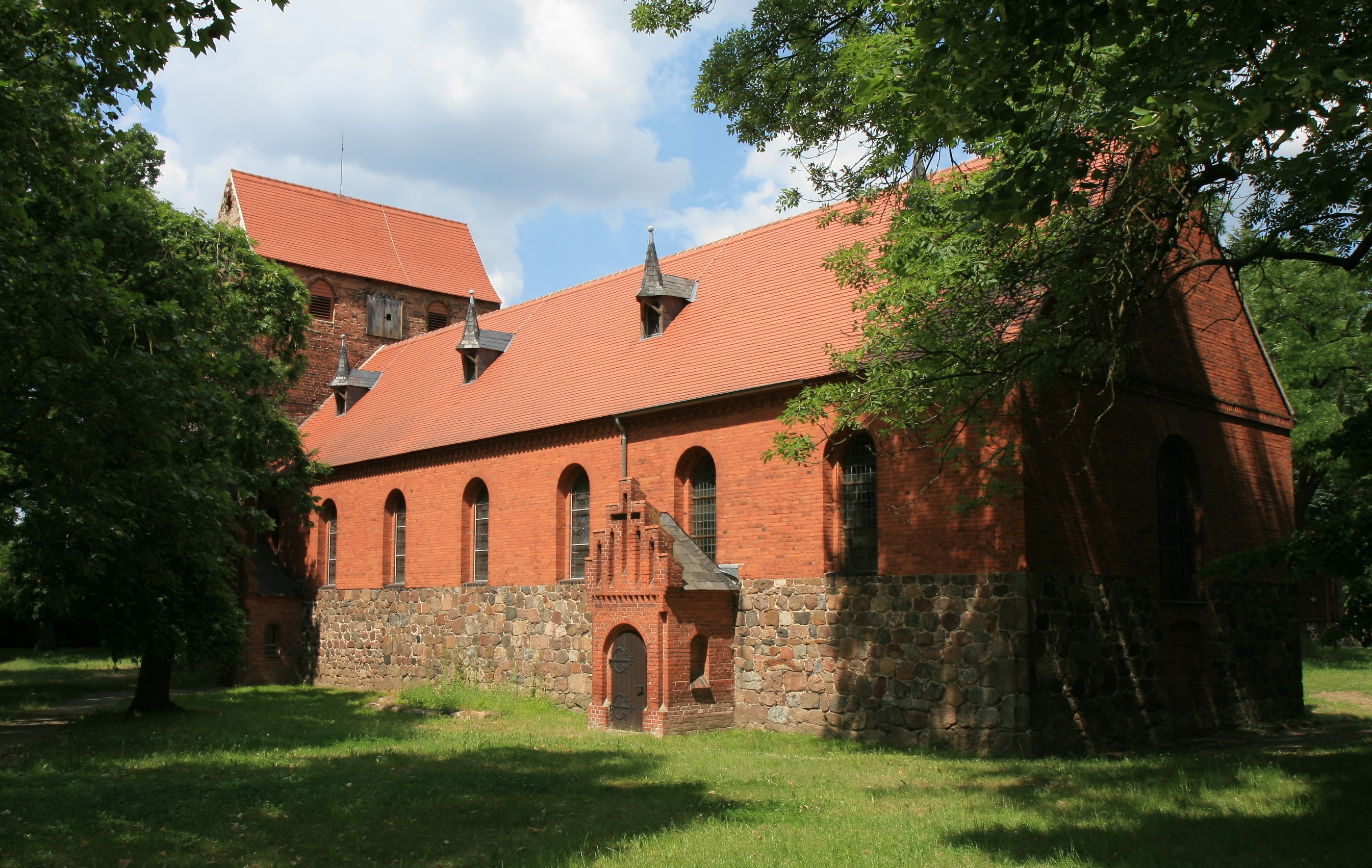
Evangelische Dorfkirche Grieben

Die evangelische Kirchengemeinde Grieben, die früher zur Pfarrei Grieben, Kreis Stendal gehörte, wird heute betreut vom Pfarrbereich Lüderitz im Kirchenkreis Stendal im Bischofssprengel Magdeburg der Evangelischen Kirche in Mitteldeutschland.
Die ältesten überlieferten Kirchenbücher für Grieben stammen aus dem Jahre 1684. Früher hatten die Gutsbesitzer von Itzenplitz das Patronat auf Kirche und Schule.
Die katholischen Christen gehören zur Pfarrei St. Elisabeth in Tangermünde im Dekanat Stendal im Bistum Magdeburg.

## Politik

### Bürgermeister
Ortsbürgermeisterin der Ortschaft Grieben ist Rita Platte. Sie war auch die letzte Bürgermeisterin der Gemeinde.

### Ortschaftsrat
Die Ortschaftsratswahl am 9. Juni 2024 lieferte folgende Sitzverteilung (in Klammern die Ergebnisse von 2019):
- 5 Sitze „Wählergemeinschaft Grieben“ (6 Sitze)
- 1 Sitz AfD
- 1 Sitz CDU (1 Sitz)

Gewählt wurden 4 Frauen und 3 Männer. Von 639 Wahlberechtigten hatten 450 ihre Stimme abgegeben, die Wahlbeteiligung betrug damit 70,42 Prozent.

### Wappen
Das Wappen wurde am 2. Juli 2009 durch den Landkreis genehmigt.
Blasonierung: „Von Rot und Silber schräg geteilt; belegt mit einem oberseits silbern bordierten schrägen blauen Wellenbalken, oben einer goldenen Getreidegarbe und unten einer ausgerissenen schwarzen Eiche mit grünem Laub und Eicheln.“

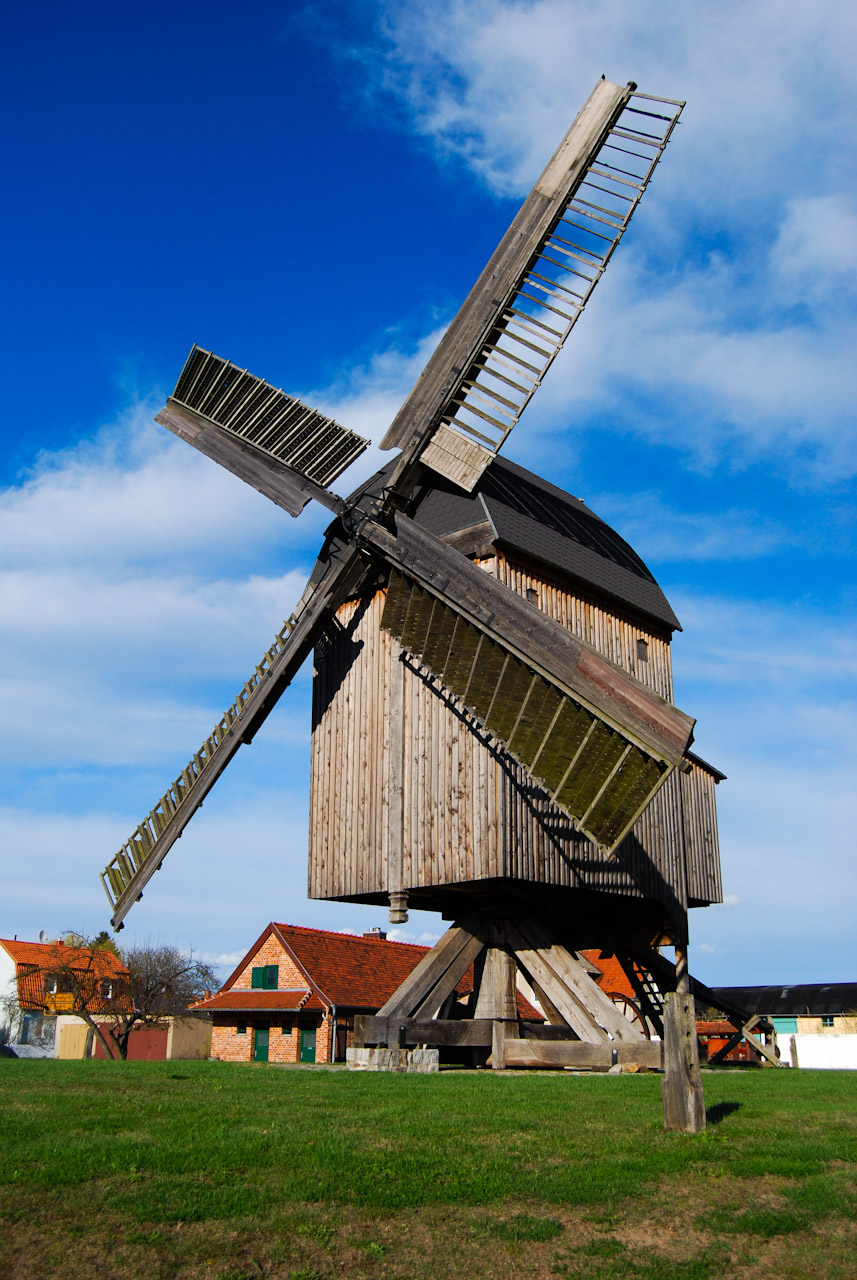
Bockwindmühle in Grieben

## Kultur und Sehenswürdigkeiten

### Bauten
- Die evangelische Dorfkirche Grieben, ursprünglich ein Feldsteinbau, stammt aus dem Anfang des 13. Jahrhunderts. Das älteste Bauteil ist der Teil der Kirchenschiffsmauern bis 2½ m Höhe und die zwei Geschosse vom Westquerturm. Bei Umbauten wurden 1882 Windfänge vor die Kirchentüren gemauert.[41]
- Auf beiden Kirchenglocken, vom Glockengießer Michaelsmeister, befindet sich ein Pilgerzeichen aus Nikolausberg sowie Symbole der Heiligen Drei Könige und der heiligen Ursula.[42]
- Die Kirche steht auf dem Ortsfriedhof.
- An der Trauerhalle auf dem Friedhof in Grieben wird mit zwei Steintafeln und einem schlichten Findling den Gefallenen des Ersten und Zweiten Weltkrieges gedacht.[43]
- Die restaurierte Bockwindmühle mit Backhaus im Ortskern ist ein um 1840 errichteter Backsteinbau.[15]
- Die Parkanlage, ein ehemaliger Schlosspark am alten Elbarm, entstand 1871 nach einem Entwurf von Peter Joseph Lenné. Sie ist verwildert.[44]

### Vereine
Zu den aktiven Vereinen in Grieben gehören die Freiwillige Feuerwehr, Sportvereine, Männergesangsverein, Karnevalsverein, Frauenchor und Seniorentanzgruppe.

## Wirtschaft und Infrastruktur
In Grieben sind einige Landwirtschafts- und Handwerksbetriebe ansässig. Grieben ist heute Schulstandort auch für die umliegenden Orte, es gibt einen Kindergarten, eine Arzt- und Zahnarztpraxis und eine Verkaufsstelle.

### Verkehr
In Grieben kreuzt die Elbuferstraße (Tangermünde–Kehnert) die Landstraße von Tangerhütte nach Genthin – letztere führt über die Fähre Ferchland–Grieben zum rechten Elbufer nach Ferchland.
Es ist die einzige Elbquerung auf dem 42 Kilometer langen Flussabschnitt zwischen der Tangermünder Brücke und der Rogätzer Fähre.
Es verkehren Linienbusse und Rufbusse der Regionalverkehr Westsachsen (RVW) unter dem Markennamen stendalbus. Im zwölf Kilometer entfernten Tangerhütte bestehen Bahnanschlüsse nach Magdeburg und Stendal.
Durch das Dorf führt der Elberadweg.

### Fähre
Aktuelle Betreiberin der Fähre Ferchland–Grieben ist die Nahverkehrsgesellschaft Jerichower Land. Die Fährverbindung trägt im Fahrplan die Liniennummer 770 und gehört tariflich zum Marego-Verkehrsverbund.
Die Fähre, 1722 zum ersten Mal erwähnt, stellt die Verbindung über die Elbe her. Die Fährverbindung war 1953 stillgelegt, 1998 wieder in Betrieb genommen und im Sommer 2020 eingestellt worden. Die Wiederinbetriebnahme erfolgte am 31. August 2021.

## Persönlichkeiten
- Friedrich Aly, in Grieben getauft